# 北京地下鉄亦荘線
北京地下鉄亦荘線（ペキンちかてつえきそうせん、中文表記: 北京地铁亦庄线、英文表記: Beijing Subway Yizhuang Line）は、中華人民共和国北京市豊台区の宋家荘駅から通州区の亦荘火車駅までを結ぶ北京地下鉄の路線。ラインカラーは■桃紅色。

## 沿革
- 2004年：路線建設計画が提出され、批准される。
- 2008年初：路線建設計画が確定。
- 2008年10月16日：着工。
- 2008年12月2日：中国政府が「内需拡大10大政策」を提出したことに伴い、北京市は当路線建設の早期開通を要求した。その結果2012年5月の開通予定が2010年年末に変更となる[2]。
- 2010年9月：基本的な工事が終了し、乗客なしの試運転を開始する。
- 2010年12月30日：亦荘火車駅を除く路線が開通し、試運転を開始した[3]。
- 2012年7月17日：平日朝ラッシュ時の運転間隔を7分45秒から6分30秒に短縮。
- 2015年12月28日：平日朝ラッシュ時の運転間隔を5分50秒に、夕ラッシュ時の運転間隔を5分に、日中の運転間隔を11分から9分30秒に短縮。
- 2018年12月30日：亦荘火車駅が開業した。

## 使用車両
- DKZ32型・CED5001型 - 6両編成

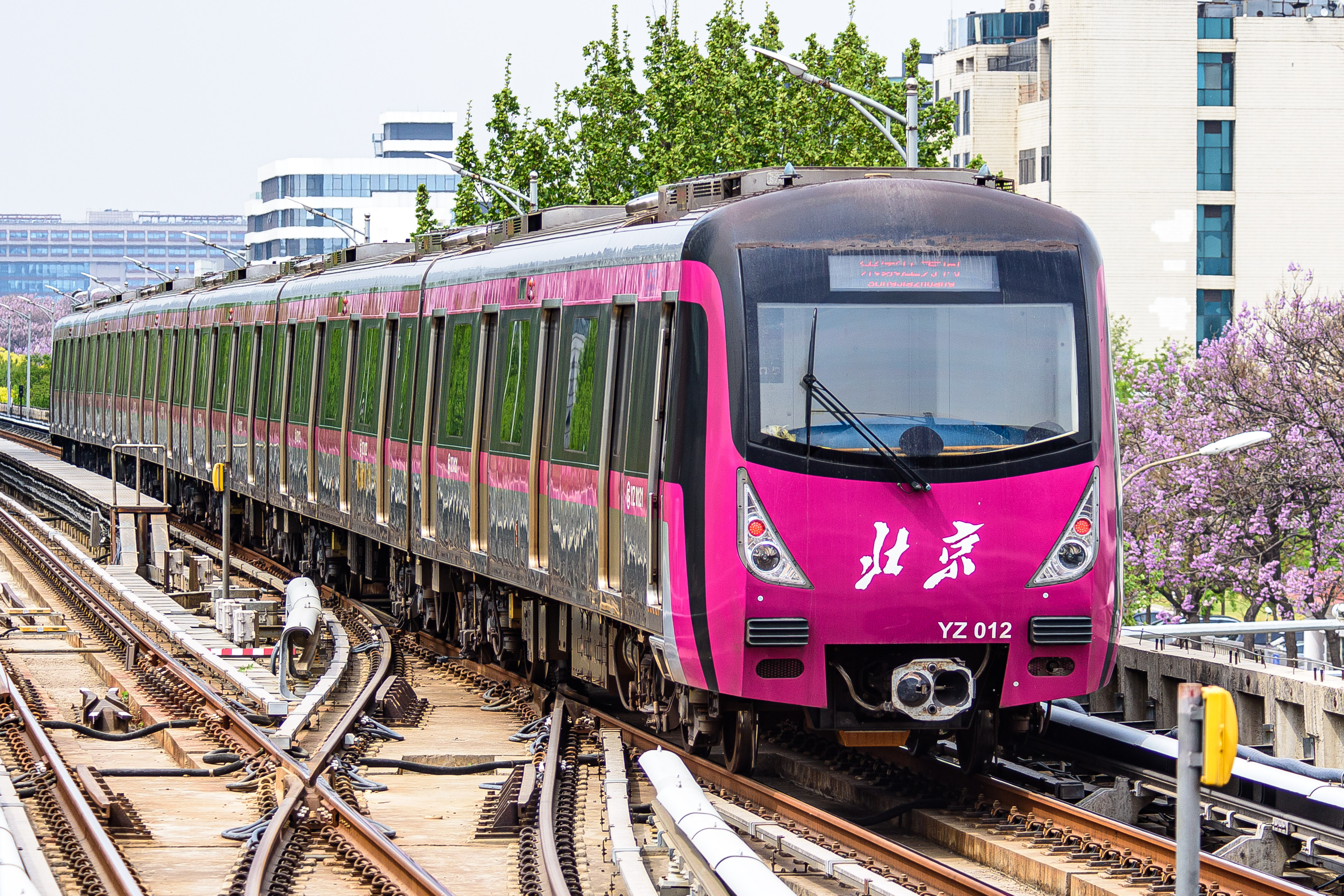
栄京東街駅から出発するDKZ32型電車
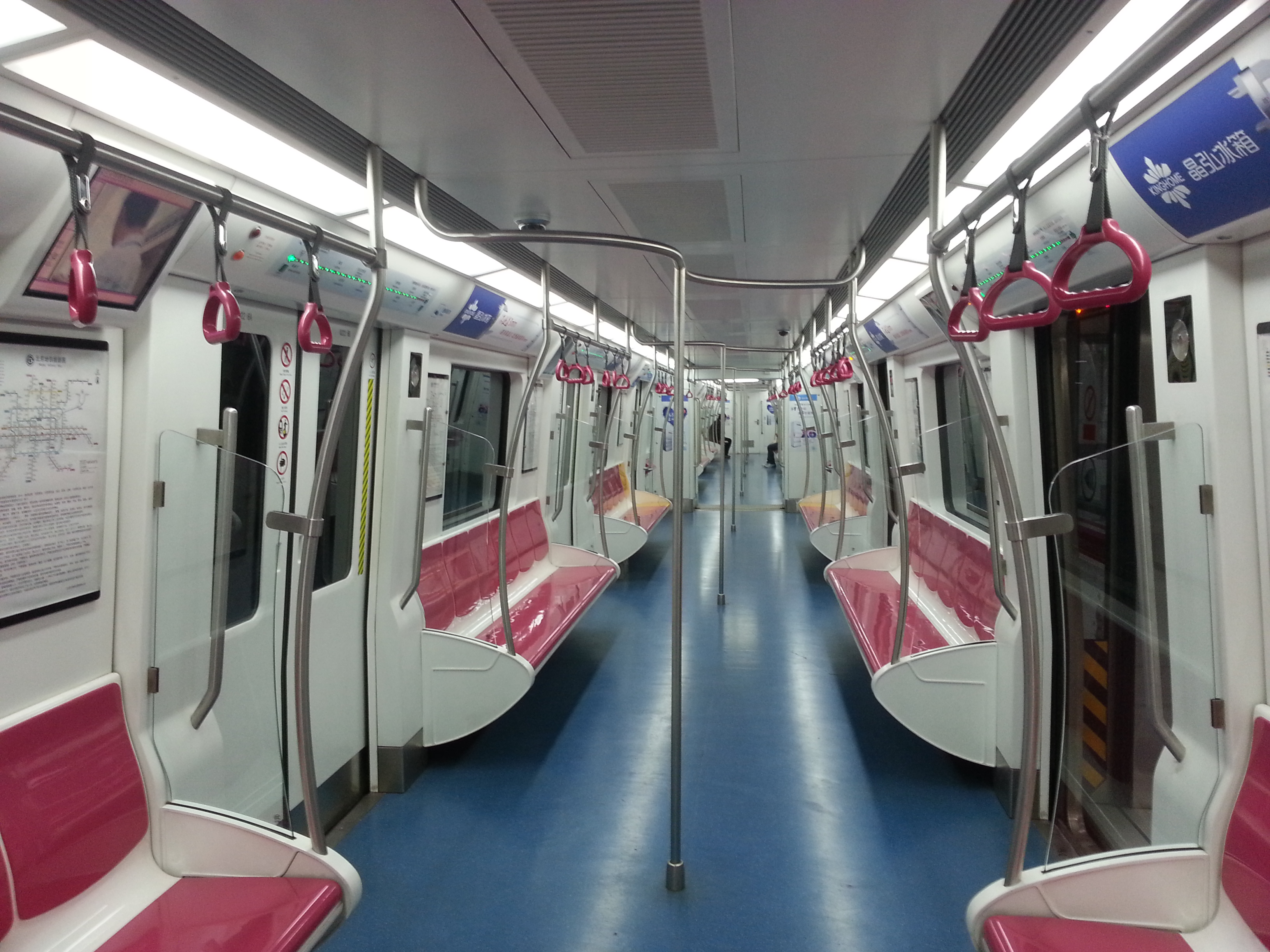
車内状況その1
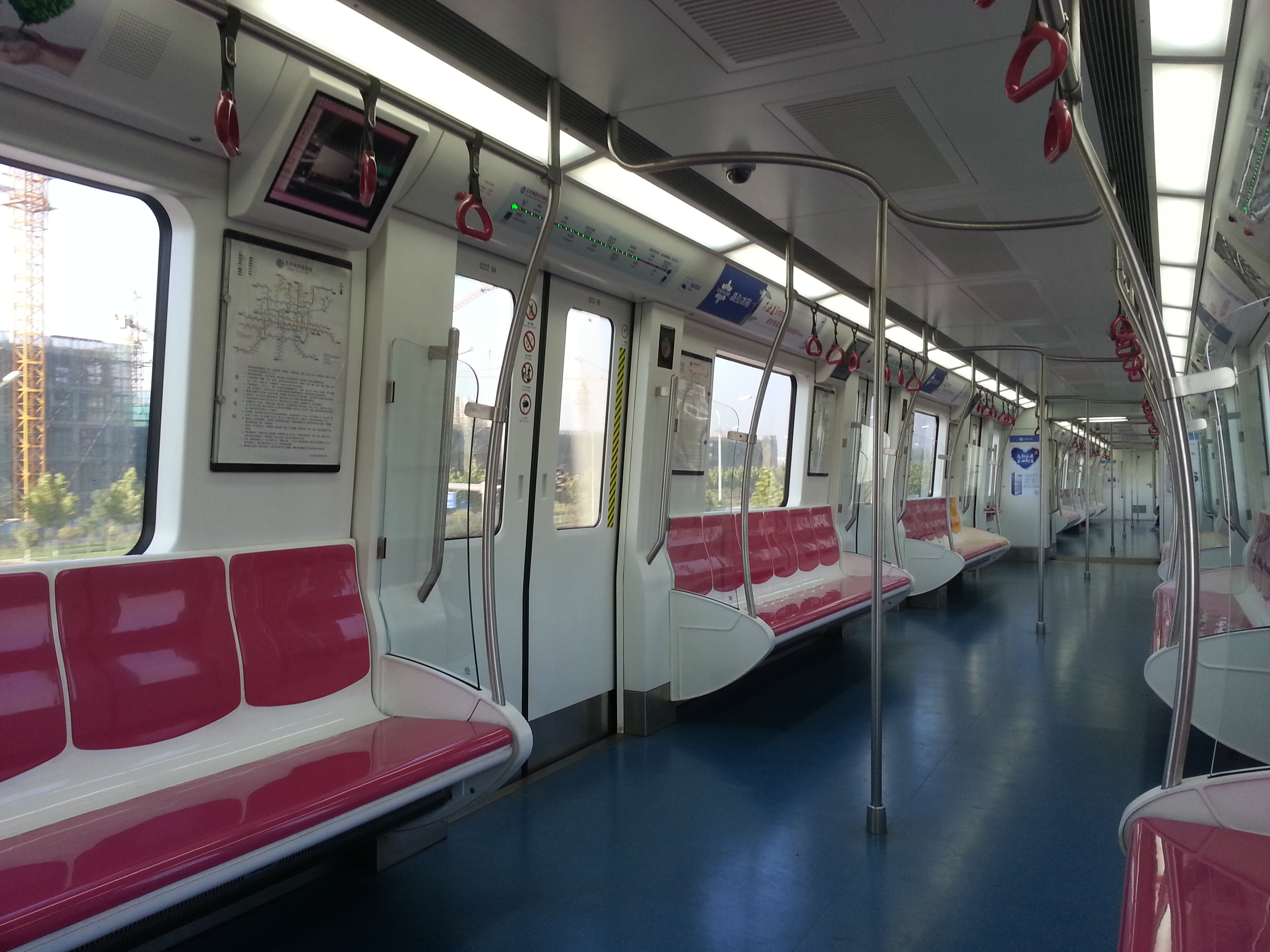
車内状況その2
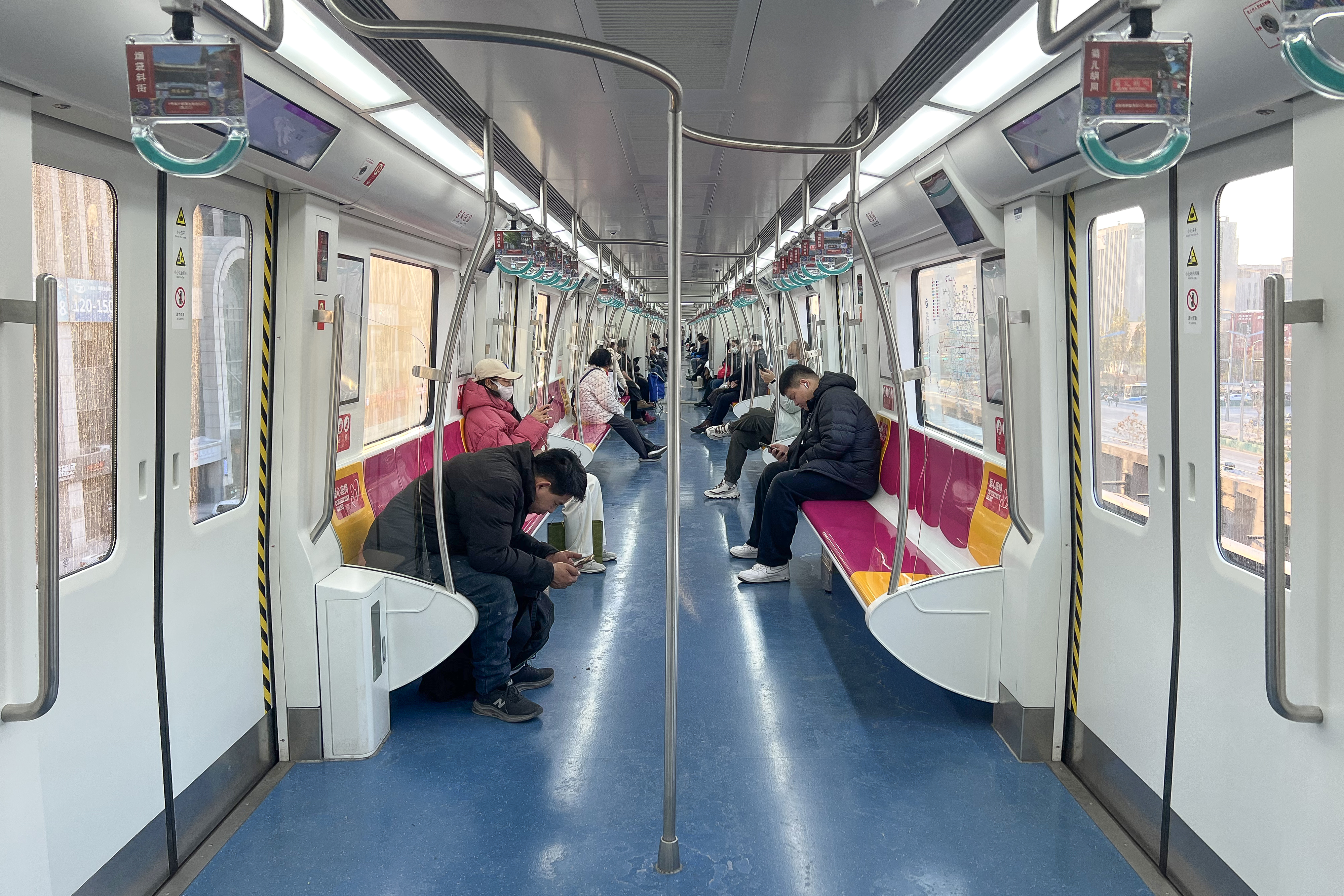
車内状況（改修後）
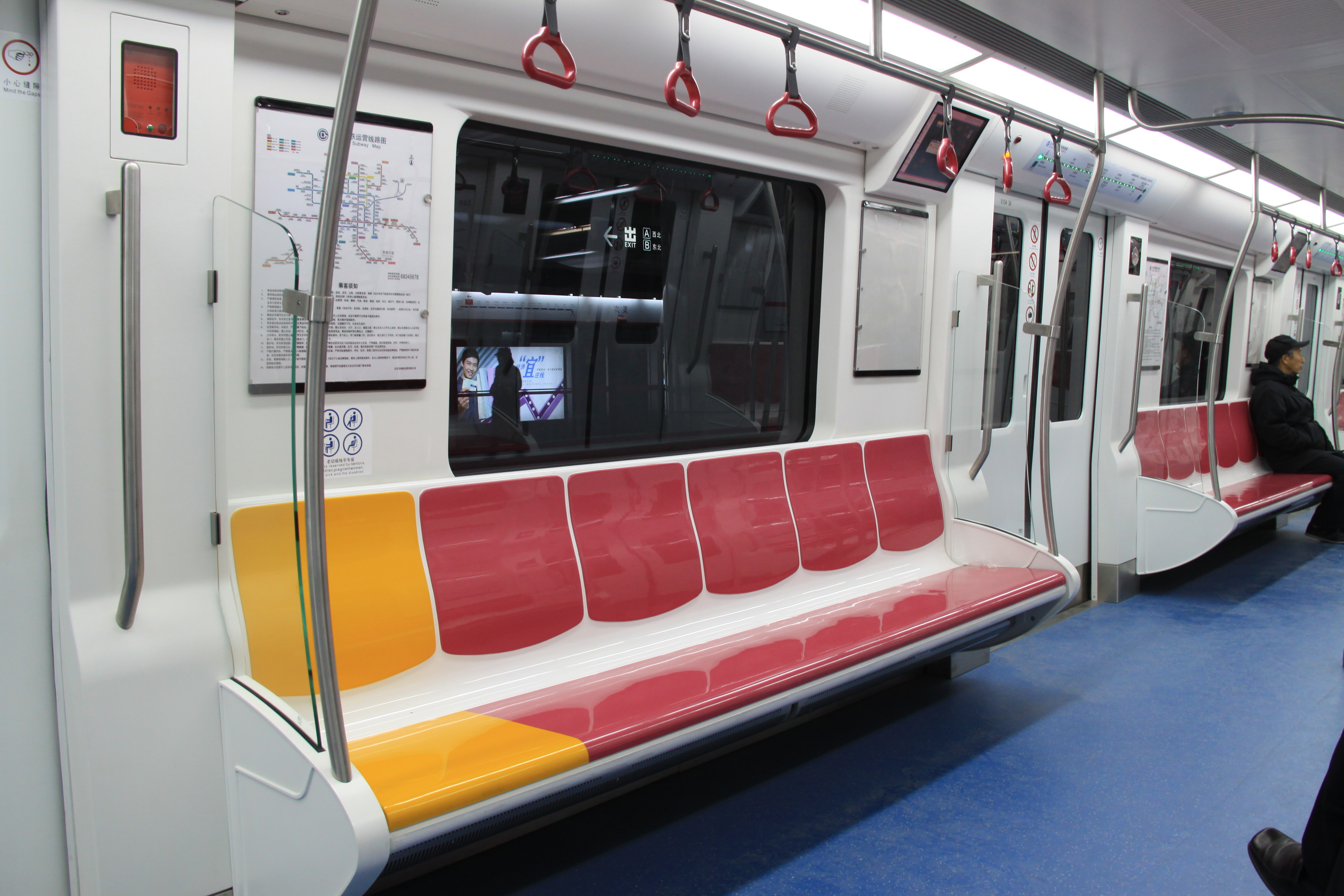
座席。6人掛け。
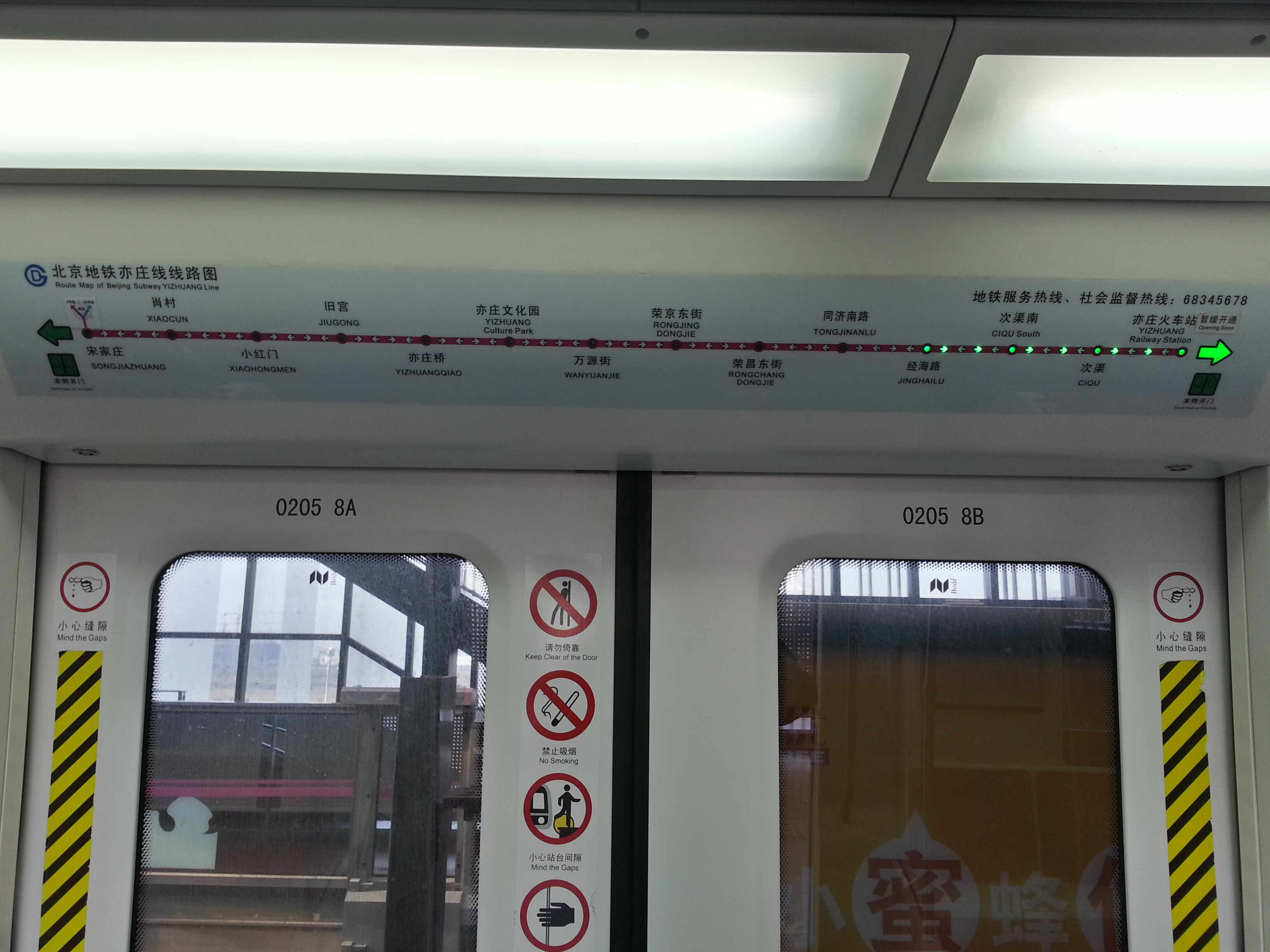
電光路線案内板

## 駅一覧
| 駅名         | 駅名         | 駅名                     | 駅間 キロ | 累計 キロ | 接続路線・備考  | 所在地 | 所在地 |
| 日本語       | 簡体字中国語 | 英語                     | 駅間 キロ | 累計 キロ | 接続路線・備考  | 所在地 | 所在地 |
| ------------ | ------------ | ------------------------ | --------- | --------- | --------------- | ------ | ------ |
| 宋家荘駅     | 宋家庄站     | Songjiazhuang            | 0.0       | 0.0       | ■5号線 ■10号線  | 北京市 | 豊台区 |
| 肖村駅       | 肖村站       | Xiaocun                  | 2.631     | 2.6       |                 | 北京市 | 朝陽区 |
| 小紅門駅     | 小红门站     | Xiaohongmen              | 1.275     | 3.9       |                 | 北京市 | 朝陽区 |
| 旧宮駅       | 旧宫站       | Jiugong                  | 2.366     | 6.3       |                 | 北京市 | 大興区 |
| 亦荘橋駅     | 亦庄桥站     | Yizhuangqiao             | 1.982     | 8.3       |                 | 北京市 | 大興区 |
| 亦荘文化園駅 | 亦庄文化园站 | Yizhuang Culture Park    | 0.993     | 9.2       |                 | 北京市 | 大興区 |
| 万源街駅     | 万源街站     | Wanyuanjie               | 1.728     | 11.0      |                 | 北京市 | 大興区 |
| 栄京東街駅   | 荣京东街站   | Rongjingdong Jie         | 1.090     | 12.1      |                 | 北京市 | 大興区 |
| 栄昌東街駅   | 荣昌东街站   | Rongchangdong Jie        | 1.355     | 13.4      | ■亦荘T1線       | 北京市 | 大興区 |
| 同済南路駅   | 同济南路站   | Tongji Nanlu             | 2.337     | 15.8      |                 | 北京市 | 通州区 |
| 経海路駅     | 经海路站     | Jinghai Lu               | 2.301     | 18.1      |                 | 北京市 | 通州区 |
| 次渠南駅     | 次渠南站     | Ciqu South               | 2.055     | 20.1      |                 | 北京市 | 通州区 |
| 次渠駅       | 次渠站       | Ciqu                     | 1.281     | 21.4      | ■17号線         | 北京市 | 通州区 |
| 亦荘火車駅   | 亦庄火车站   | Yizhuang Railway Station |           | 23.3      | ■京津都市間鉄道 | 北京市 | 通州区 |